# 칸 쿤스 에르침 FC
칸 쿤스 에르침 FC(몽골어: Хаан Хүнс-Эрчим" Хөлбөмбөгийн Клуб)는 울란바토르를 연고로 하는 몽골의 축구 클럽으로 클럽 이름은 몽골어로 "에너지"를 뜻하며 현재 몽골 프리미어 리그에 참가하고 있다.

## 성적
- 몽골 프리미어리그 우승 12회 (1996, 1998, 2000, 2002, 2007, 2008, 2012, 2013, 2015, 2016, 2017, 2018), 4회 준우승 (1997, 1999, 2009, 2014)
- 몽골 컵 우승 5회 (1998, 1999, 2000, 2011, 2012), 2회 준우승 (2001, 2002)
- 몽골 슈퍼컵 3회 (2011, 2012, 2013)